# Isabel García Sanz
Isabel García Sanz (Palencia, 1970) es una directiva española de salvamento y socorrismo. Presidió la Real Federación Española de Salvamento y Socorrismo (RFESS) desde 2004 hasta 2024 y ocupa cargos de responsabilidad en distintas organizaciones nacionales e internacionales en representación de este deporte acuático.

## Biografía
García Sanz se inició muy pronto en la natación. Con apenas cinco años empezó a nadar y con seis participó en una competición federada. Tras practicar distintas modalidades deportivas, en 1989, haciendo un curso de socorrismo, descubrió el que definitivamente sería su deporte: salvamento  y socorrismo. Castilla y León, su comunidad, carecía de federación de esta modalidad, así que en 1994 creó junto a un grupo de deportistas y entrenadores la Federación Salvamento y Socorrismo de Castilla y León (FECLESS).
En el plano académico, es diplomada en Profesorado de Educación Primaria por la Universidad de Valladolid (1996) y  máster en Coaching y Liderazgo Deportivo por COE-Universidad de Barcelona (2014). En el plano deportivo, es técnica deportiva Superior de Salvamento y Socorrismo, profesora de Salvamento y Socorrismo y árbitra nacional e internacional.

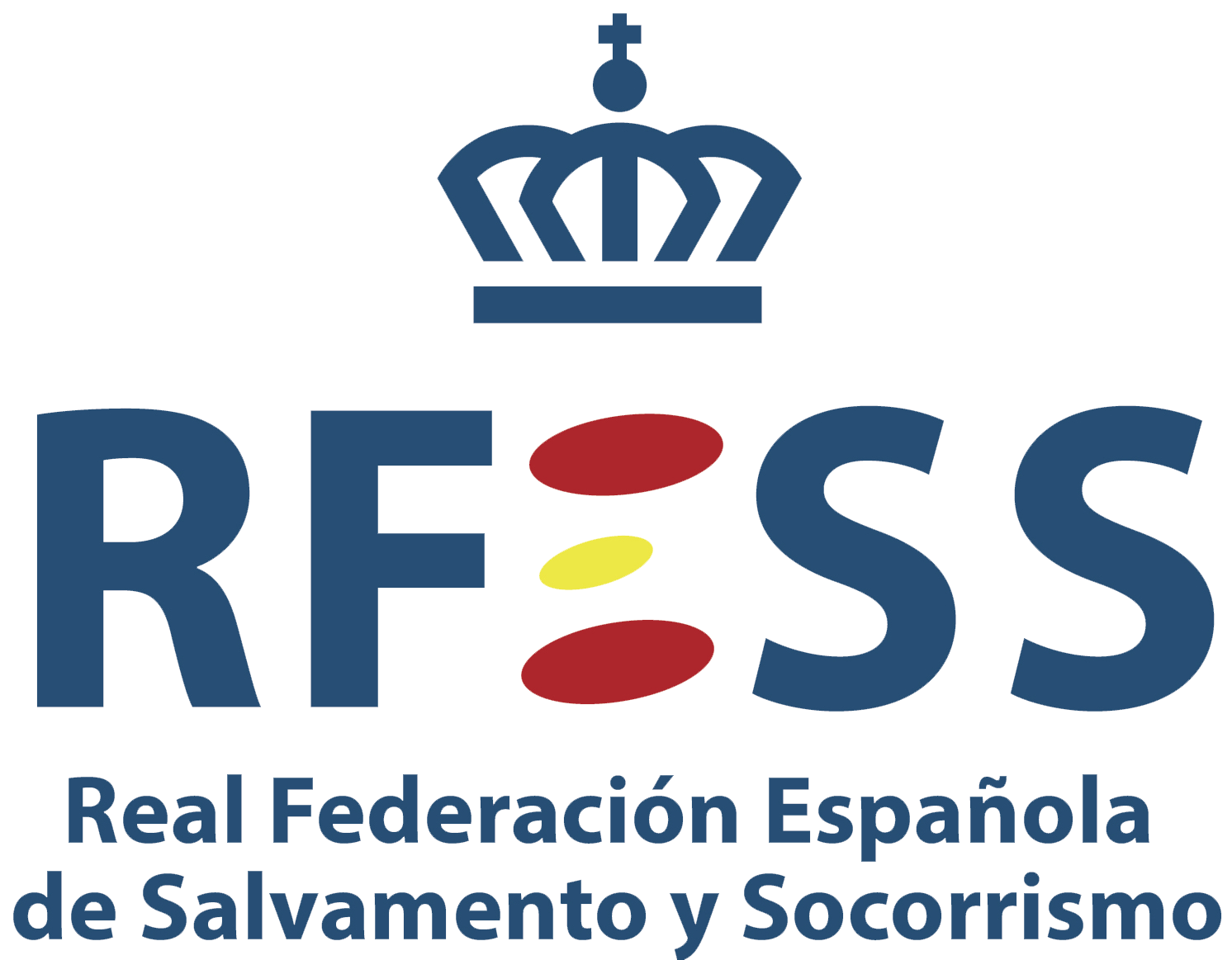
Isabel García fue nombrada presidenta de la Real Federación de Salvamento y Socorrismo en 2004, cargo que ocupó hasta 2024

## Trayectoria profesional
En 2004, Isabel García Sanz fue nombrada presidenta de la Real Federación Española de Salvamento y Socorrismo (RFESS), cargo que lideró hasta 2024. Heredó una federación muy debilitada y precaria que ha sabido revertir económica y estructuralmente. Su gestión ha aumentado la práctica federada de este deporte en España y consolidado un calendario de competición nacional e internacional que ha dado buenos resultados y le ha llevado a ser una potencia a nivel mundial.
Su trayectoria profesional está sembrada de hitos. Su permanencia en el cargo la convierte en la primera mujer en la historia del deporte español en ejercer como responsable de una federación durante un periodo tan prolongado. También es la primera mujer en ocupar la vicepresidencia de la Federación Europea de Salvamento (2016) y la primera en ser elegida vicepresidenta del Comité Olímpico Español (2017). Asimismo, desde 2012 forma parte de la Ejecutiva de la Federación Internacional de Salvamento (ILS).
Isabel García Sanz es una firme partidaria de la presencia de la mujer en todos los ámbitos y estamentos deportivos, incluido los puestos de dirección, y ha desarrollado desde sus inicios como presidenta un importante trabajo de implementación de políticas de igualdad dentro de la RFESS, convirtiéndose en una referencia a nivel mundial. En 2020 creó la Dirección de Igualdad. Tras haber sido miembro de la Comisión Mujer y Deporte del COE y el ILS, ocupa desde 2017 la presidencia de la Comisión Mujer e Igualdad de Género del Comité Olímpico Español.      
También ha sido pionera en crear la primera televisión multidispositivo dedicada exclusivamente al salvamento y socorrismo (RFESSMedia) en el mundo y que desde 2023 transmite todas las competiciones nacionales.            

Su labor como directiva se ha visto recompensada con distintos premios y la ha convertido en un referente tanto por su contribución deportiva como por su gestión. Entre ellos, las medallas de plata y bronce de la  Real Orden del Mérito Deportivo, concedidas por el Consejo Superior de Deportes los años 2011 y 2008, respectivamente, o el premio Valladolid Ciudad Deportiva como Mejor Directiva otorgado por el Ayuntamiento de Valladolid en dos ocasiones, en 2004 y 2017.Fuera del ámbito nacional, también ha recibido numerosas distinciones, entre ellas la Orden de Salvamento de la Federación Internacional de Salvamento y Socorrismo (ILS) en 2020 y en 2021 el nombramiento de Embajadora de la Orden Europa de Salvamento, máxima distinción de la Federación Europea de Salvamento (ILSE).      

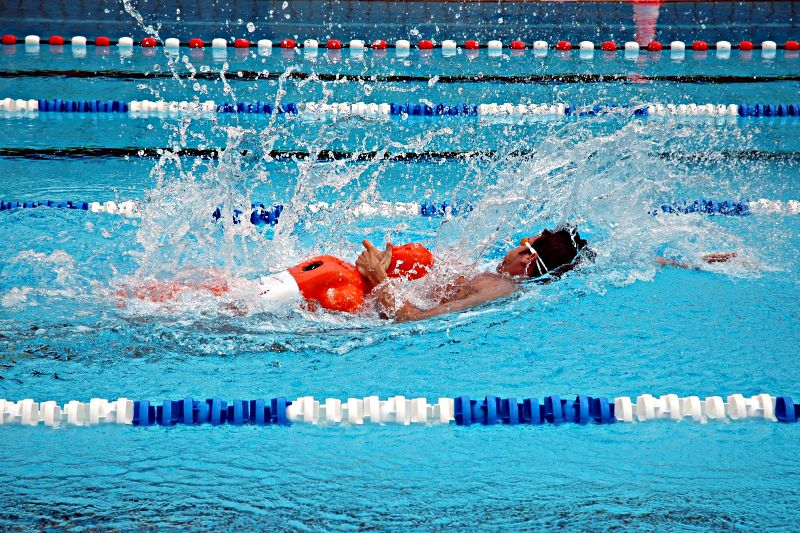

### Puestos ocupados[1]
- Desde 2023 Vicepresidenta del Comité Olímpico Español (COE).
- Desde 2023 Embajadora del Campeonato del Mundo de Salvamento y Socorrismo (LWC24)
- Desde 2022 Vicepresidenta y fundadora de la Confederación Mediterránea de Salvamento
- Desde 2022 Miembro de la Junta Directiva de la Asociación Española de Protocolo
- Desde 2021 Miembro de la Comisión de Negocio de la ILS
- Presidenta del Grupo de trabajo para la gestión del espacio del Cuartel General de la ILS
- Miembro del Grupo de trabajo de Compliance de la ILS
- Miembro del Grupo de trabajo de Gestión de Activos de la ILS
- Miembro del Grupo de trabajo de Transición de la ILS
- Desde 2020 Miembro del Comité Ejecutivo del Comité Atlántico de Deportes Náuticos.
- Desde 2022 Miembro del Comité de Dirección del Comité Atlántico de Deportes Náuticos.
- Desde 2019 Representante del Comité Olímpico Español en el Observatorio Mujer y Deporte de Logroño Deporte.
- Desde 2017 Presidenta de la Comisión Mujer e Igualdad de Género del Comité Olímpico Español (COE).
- Desde 2017 Patrono de la Fundación del Comité Olímpico Española (COE).
- 2017-2021 Vicepresidenta del Comité Olímpico Español (COE).
- Desde 2016 Vicepresidenta de la Federación Europea de Salvamento (ILSE).
- 2014 - 2017 Presidenta de la Comisión de Marketing y Financiación del Comité Olímpico Español (COE).
- Desde 2013 Miembro del Comité Ejecutivo del Comité Olímpico Español (COE).[13]
- Desde 2012 Miembro de la Junta Directiva de la Federación Internacional de Salvamento y Socorrismo (ILS) como representante de la Federación Europea (ILSE).
- Desde 2010 Miembro de la Comisión Mujer y Deporte de la Federación Internacional de Salvamento y Socorrismo (ILS).
- 2005 - 2012 Miembro de la Comisión Mujer y Deporte del Comité Olímpico Español (COE).
- Desde 2005 Presidenta y fundadora de la Federación Latino Americana de Salvamento y Socorrismo (FLASS).
- Miembro de la Junta Directiva de la Federación Europea de Salvamento y Socorrismo (ILSE).
- 2004 - 2013 Miembro de la Junta Directiva de AFEDES (Asociación Federaciones Deportivas Españolas).
- 2004 - 2024 Presidenta de la Real Federación Española de Salvamento y Socorrismo (RFESS).
- Miembro de la Asamblea de la Federación Europea de Salvamento (ILSE).
- Miembro de la Asamblea de la Federación Internacional de Salvamento y Socorrismo (ILS).
- 2000 - 2004 Presidenta de la Federación de Salvamento y Socorrismo de Castilla y León (FECLESS).
- 2000 - 2002 Miembro de la Junta Directiva de la Real Federación Española de Salvamento y Socorrismo (RFESS).
- Desde 2000 Miembro de la Comisión Delegada de la Real Federación Española de Salvamento y Socorrismo (RFESS).
- 1995 - 2000 Gerente y Secretaria General de la Federación de Salvamento y Socorrismo de Castilla y León (RFESS).
- Desde 1996 Miembro de la Asamblea General de la Real Federación Española de Salvamento y Socorrismo (RFESS).
- Año 1994 Fundadora de la Federación de Salvamento y Socorrismo de Castilla y León (FECLESS).
- 1993 - 1995 Presidenta y fundadora del Club Delfín SOS de Salamanca.

## Premios y reconocimientos[1]
- Miembro honoraria de la Asociación Griega Deportiva de Salvamento (GLSA) (2022)
- Premio Top Women in Sports – Ranking de las 100 mujeres más influyentes del deporte español otorgado por  20minutos y Women’s Sport Institute. (2022)
- Premio Hera a la mejor directiva deportiva de Castilla y León en los Premios Nova del Deporte de la Comunidad de Castilla y León. (2021)[14]
- Embajadora de la Orden Europa de Salvamento. (2021)
- Orden de Salvamento de la Federación Internacional de Salvamento y Socorrismo (ILS) (2020)[12]
- Reconocimiento al mérito de contribuir a salvar vidas y a avanzar en los objetivos de la Federación Internacional de Salvamento y Socorrismo (ILS). (2017)
- Premio Mejor Directivo (Ayuntamiento de Valladolid). (2017)[7]
- Insignia de bronce. Junta de Castilla y León por 15 años de servicio. (2017)
- Reconocimiento al mérito de contribuir a salvar vidas y a avanzar en los objetivos de la Federación Internacional de Salvamento y Socorrismo (ILS).(2016)
- Ingreso como Oficial en la Orden Europea de Salvamento. Federación Europea de Salvamento y Socorrismo (ILSE). (2016)
- Ingreso en la Orden Olímpica del Comité Olímpico Español (COE). (2015)
- Medalla de Plata de la Real Orden del Mérito Deportivo. Consejo Superior de Deportes (CSD). (2011)[9]
- Medalla de mérito de salvamento y socorrismo de la República Federativa de Brasil. (2010)
- Reconocimiento al mérito de contribuir a salvar vidas y a avanzar en los objetivos de la Federación Internacional de Salvamento y Socorrismo (ILS). (2009)
- Medalla de Bronce de la Real Orden del Mérito Deportivo. Consejo Superior de Deportes (CSD). (2008)[10]
- Premio Mejor Directivo otorgado por el Ayuntamiento de Valladolid. (2004)